# Alanne och Vitajärvi
Alanne och Vitajärvi är en sjö i kommunen Tavastehus i landskapet Egentliga Tavastland i Finland. Sjön ligger 89,9 meter över havet. Arean är 67 hektar och strandlinjen är 9,15 kilometer lång. Sjön  ingår i Kumo älvs huvudavrinningsområde.   Den ligger omkring 30 km nordöst om Tavastehus och omkring 110 km norr om Helsingfors. 
Alanne och Vitajärvi ligger mellan Kuohijärvi i öster och Oksjärvi i väster.